# Edésio (conde)
Edésio (em latim: Aedesius) foi um oficial bizantino do século V que exerceu função no Egito. Encontrou-se em certa ocasião com Senute de Atribis e foi mencionado por ele em uma carta como "Edésio, o Conde". Uma vez que o encontro aconteceu na Tebaida, presume-se que Edésio foi conde e duque da Tebaida.